# 素数計数関数
素数計数関数（英: Prime-counting function）とは、正の実数にそれ以下の素数の個数を対応させる関数のことであり、π(x) で表す。

## 歴史
数論の歴史において π(x) の増大度は重要な関心事とされてきた。
18世紀のレオンハルト・オイラーは、素数列の逆数の和が発散することを示した（素数の無限性の証明を参照）。平方数の逆数の和は収束するため、これは π(x) が {\displaystyle {\sqrt {x}}} よりも速く増大することを示している。
1808年、アドリアン＝マリ・ルジャンドルは以下の等式を示した。
{\displaystyle \pi (N)=\pi ({\sqrt {N}})-1+\sum _{d}\mu (d)\left[{\frac {N}{d}}\right]}
ここで {\displaystyle \mu (d)} はメビウス関数、{\displaystyle [x]} はガウス記号であり、和は {\displaystyle {\sqrt {N}}} 以下のすべての素数の積 P のすべての正の約数 d を動く。この式より、
{\displaystyle \lim _{x\to \infty }{\frac {\pi (x)}{x}}=0}
が導かれる。

### 素数定理

(x) とそれを近似する関数 x/ln x および Li x との比のグラフ。xが増大すると比が 1 に向かうこと、そして Li x に対する比の方が収束が速いことなどが見て取れる。

18世紀末には、π(x) が {\displaystyle {\frac {x}{\operatorname {ln} x}}} に漸近近似できること、即ち
{\displaystyle \lim _{x\to \infty }{\frac {\pi (x)}{x/\operatorname {ln} x}}=1}
が成り立つであろうということが、カール・フリードリヒ・ガウスにより予想されていた。1850年頃にパフヌティ・チェビシェフは、この等式の左辺がもし極限を持つならば、それは1でなくてはならないことを示した。その後もこの予想は長らく証明されなかったが、1896年になってジャック・アダマールとシャルル＝ジャン・ド・ラ・ヴァレー・プーサンにより独立に証明され、現在では素数定理と呼ばれている。彼らの証明は、リーマンゼータ関数の性質を用いている。
長い間、解析的方法を用いなければ素数定理を証明することはできないと信じられていたが、1948年頃、アトル・セルバーグとポール・エルデシュは複素解析を用いない素数定理の証明を（ほぼ独立に）発見した。それらの証明では、数論的関数の初等的評価のみを用いていた。

### リーマン予想との関係
1859年リーマンは、π(x) をゼータ関数の零点を用いて表す式を発見した。
{\displaystyle \pi (x)=R(x)-\sum _{\rho }R(x^{\rho })}
ここで {\displaystyle R(x)} は、
{\displaystyle R(x)=\sum _{m=1}^{\infty }{\frac {\mu (m)}{m}}\operatorname {li} (x^{\tfrac {1}{m}})}
と定義され、和の ρ はゼータ関数の全ての零点をわたる。
- また、リーマン予想と下の式が正しいことは同値である。

{\displaystyle \pi (x)=\operatorname {li} (x)+O\left({\sqrt {x}}\ln x\right)}
また、{\displaystyle O}は、ランダウの記号である。
また、リーマン予想が正しい場合、以下の式が成り立つことが知られている。
{\displaystyle |\pi (x)-\operatorname {li} (x)|<{\frac {1}{8\pi }}{\sqrt {x}}\,\log {x},\qquad {\text{for all }}x\geq 2657.}

## 関数の値
π(x), x / ln x および li(x) の3つの関数を10の冪において比較した表は素数定理#定理の内容にある。

## π(x) の公式
上述のルジャンドルやリーマンらによる公式以外にも、π(x) を表す公式がいくつか存在する。例えばWilliansは、ウィルソンの定理に基づき次の初等的な公式を与えている。
{\displaystyle \pi (m)=-1+\sum _{j=1}^{m}F(j)}
ここで {\displaystyle F(j)} は、ガウス記号を用いて
{\displaystyle F(j)=\left[\cos ^{2}\pi {\frac {(j-1)!+1}{j}}\right]}
と定義される関数である。これが π(x) を表す理由は単純で、F(j) は合成数ならば 0、その他の値に対しては 1 を取るからである。ウィルソンの定理と同様、この公式も実用的な計算には用いることができない。
その他、ドイツの数学者エルンスト・マイセルによる巧妙な漸化関係を持つ公式などが知られている。マイセルは1885年自身の公式を用いて π(109) の値を求めた。

## 不等式
π(x) と x/ln x の関係として以下の不等式が知られている。
{\displaystyle {\frac {x}{\ln x}}<\pi (x)<1.25506{\frac {x}{\ln x}}}
左の不等号は x ≥ 17 で、右の不等号は x > 1 で成り立つ。
ピエール・デザルトは2010年に次の6つの不等式
- {\displaystyle {\frac {x}{\ln x}}(1+{\frac {1}{\ln x}})<\pi (x)}（ただし x ≥ 599）
- {\displaystyle \pi (x)<{\frac {x}{\ln x}}(1+{\frac {1.2762}{\ln x}})}（ただし x ≥ 1）
- {\displaystyle {\frac {x}{\ln x-1}}<\pi (x)}（ただし x ≥ 5393）
- {\displaystyle \pi (x)<{\frac {x}{\ln x-1.1}}}（ただし x ≥ 60184）
- {\displaystyle {\frac {x}{\ln x}}(1+{\frac {1}{\ln x}}+{\frac {2}{\ln ^{2}x}})<\pi (x)}（ただし x ≥ 88783）
- {\displaystyle \pi (x)<{\frac {x}{\ln x}}(1+{\frac {1}{\ln x}}+{\frac {2.334}{\ln ^{2}x}})}（ただし x ≥ 2953652287）

を示した。